# Comuna Hannivka-Vîrivska, Bilopillea
Hannivka-Vîrivska (în ucraineană Ганнівка-Вирівська) este o comună în raionul Bilopillea, regiunea Sumî, Ucraina, formată din satele Hannivka-Vîrivska (reședința), Kotenkî și Smoleanîkivka.

## Demografie
Componența lingvistică a comunei Hannivka-Vîrivska
     Ucraineană (97,36%)
     Rusă (2,31%)
     Alte limbi (0,11%)
Conform recensământului din 2001, majoritatea populației comunei Hannivka-Vîrivska era vorbitoare de ucraineană (97,36%), existând în minoritate și vorbitori de rusă (2,31%).